# راهنمایی برای تشخیص قدیسان تو
راهنمایی برای تشخیص قدیسان تو (به انگلیسی: A Guide to Recognizing Your Saints) فیلمی آمریکایی به کارگردانی دیتو مانتیل است که در سال ۲۰۰۶ منتشر شده است.

## بازیگران
- رابرت داونی جونیور
- شایا لباف
- روزاریو داوسون
- ملونی دیاز
- اریک رابرتز
- چنینگ تاتوم
- چاز پالمینتری
- دایان ویست
- اسکات کمپبل
- پیتر تامابکیس
- فدریکو کاستلوچو
- آدام اسکاریمبلو
- مارتین کامپستون
- آنتونی دسندو
- ائونور هندریکس